# Marcel Meisen
Marcel Meisen (8 de enero de 1989) es un ciclista alemán que fue profesional entre 2008 y 2022. Puso fin a su carrera en febrero de 2025 tras terminar la temporada de ciclocrós.

## Palmarés

### Ciclocrós
| 2012 - 3.º en el Campeonato de Alemania en Ciclocrós 2013 - 2.º en el Campeonato de Alemania en Ciclocrós 2014 - 2.º en el Campeonato de Alemania en Ciclocrós 2015 - Campeonato de Alemania en Ciclocrós 2016 - 3.º en el Campeonato de Alemania en Ciclocrós 2017 - Campeonato de Alemania en Ciclocrós | 2018 - Campeonato de Alemania en Ciclocrós 2019 - Campeonato de Alemania en Ciclocrós 2020 - Campeonato de Alemania en Ciclocrós 2021 - Campeonato de Alemania en Ciclocrós 2022 - Campeonato de Alemania en Ciclocrós |

### Ruta
| 2011 - 1 etapa del Tríptico de las Ardenas 2012 - 1 etapa del Mi-août en Bretagne 2013 - 1 etapa de la Boucles de la Mayenne - 1 etapa del Tour de Alsacia - 1 etapa del Baltic Chain Tour | 2015 - 1 etapa del Tour de Gironde - 1 etapa del Oberösterreichrundfahrt 2017 - 1 etapa del Tríptico de las Ardenas 2020 - Campeonato de Alemania en Ruta |